# Lista episoadelor din Ben 10
Aceasta este lista episoadelor pentru serialul animat de televiziune Ben 10.

## Prezentarea seriei
| Sezoane | Sezoane | Episoade | Primul episod (SUA) | Ultimul episod (SUA) | Principalul adversar      |
| ------- | ------- | -------- | ------------------- | -------------------- | ------------------------- |
|         | 1       | 13       | 27 decembrie 2005   | 25 martie 2006       | Vilgax                    |
|         | 2       | 13       | 29 mai 2006         | 1 septembrie 2006    | Vilgax și Kevin 11        |
|         | 3       | 13       | 25 noiembrie 2006   | 21 aprilie 2007      | Zs'Skayr                  |
|         | 4       | 10       | 14 iulie 2007       | 15 aprilie 2008      | Driscoll the Forever King |

## Lista episoadelor

### Sezonul 1 (2005-2006)
| EP# | Titlu                   | Regizor         | Scenarist                  | Premiera (SUA)    | Cod |  |
| --- | ----------------------- | --------------- | -------------------------- | ----------------- | --- |  |
|     |                         |                 |                            |                   |     |  |
| 1   | „Și apoi au fost 10”    | Scooter Tidwell | Thomas Pugsley             | 27 decembrie 2005 | 101 |  |
| 2   | „Washington preistoric” | Alex Soto       | Greg Klein, Thomas Pugsley | 7 ianuarie 2006   | 102 |  |
| 3   | „Krakken”               | Scooter Tidwell | Duncan Rouleau             | 14 ianuarie 2006  | 103 |  |
| 4   | „Pensionare permanentă” | Scooter Tidwell | Marsha F. Griffin          | 21 ianuarie 2006  | 104 |  |
| 5   | „Vânătoarea”            | Scooter Tidwell | Adam Beechen               | 28 ianuarie 2006  | 105 |  |
| 6   | „Capcana turistică”     | Scooter Tidwell | Thomas Pugsley             | 4 februarie 2006  | 106 |  |
| 7   | „Kevin 11”              | Scooter Tidwell | Greg Klein                 | 11 februarie 2006 | 107 |  |
| 8   | „Alianța”               | Scooter Tidwell | Kevin Hopps                | 18 februarie 2006 | 108 |  |
| 9   | „Cine râde la urmă”     | Scooter Tidwell | Joe Casey, Duncan Rouleau  | 25 februarie 2006 | 109 |  |
| 10  | „Norocoasa”             | Scooter Tidwell | Marsha F. Griffin          | 4 martie 2006     | 110 |  |
| 11  | „O problema minoră”     | Scooter Tidwell | Sean Jera                  | 11 martie 2006    | 111 |  |
| 12  | „Efecte secundare”      | Scooter Tidwell | Greg Klein                 | 18 martie 2006    | 112 |  |
| 13  | „Secrete”               | Scooter Tidwell | Marty Isenberg             | 25 martie 2006    | 113 |  |

### Sezonul 2 (2006)
| EP | Titlu                            | Regizor                 | Scris de                   | Premiera (SUA)    | Cod |  |
| -- | -------------------------------- | ----------------------- | -------------------------- | ----------------- | --- |  |
|    |                                  |                         |                            |                   |     |  |
| 14 | „Adevărul”                       | Scooter Tidwell         | Marty Isenberg             | 29 mai 2006       | 201 |  |
| 15 | „Cel măreț”                      | Sabastian Montes        | Kevin Hopps                | 30 mai 2006       | 202 |  |
| 16 | „Înscenarea”                     | Sebastian O. Montes     | Thomas Pugsley             | 31 mai 2006       | 203 |  |
| 17 | „Gwen 10”                        | Scooter Tidwell         | Greg Klein                 | 1 iunie 2006      | 204 |  |
| 18 | „Combatanți intergalactici”      | Sebastian O. Montes     | Marty Isenberg             | 7 iunie 2006      | 205 |  |
| 19 | „Echipa forțelor galactice”      | Scooter Tidwell         | Joe Kelly                  | 13 iunie 2006     | 206 |  |
| 20 | „Tabăra groazei”                 | Sebastian O. Montes III | Marty Isenberg             | 21 iunie 2006     | 207 |  |
| 21 | „Arma supremă”                   | Scooter Tidwell         | Jeff Hare                  | 6 iulie 2006      | 208 |  |
| 22 | „Ghinion”                        | Scooter Tidwell         | Steven T. Seagle           | 12 iulie 2006     | 209 |  |
| 23 | „Secretul din adâncuri”          | Sebastian O. Montes III | Thomas Pugsley, Greg Klein | 18 iulie 2006     | 210 |  |
| 24 | „Speriat de stafie”              | Sebastian O. Montes III | Thomas Pugsley             | 25 iulie 2006     | 211 |  |
| 25 | „Doctorul Animo și raza mutantă” | Scooter Tidwell         | Duncan Rouleau             | 25 august 2006    | 212 |  |
| 26 | „Răzbunarea”                     | Sebastian O. Montes III | Marty Isenberg             | 1 septembrie 2006 | 213 |  |

### Sezonul 3 (2006–2007)
| EP | Titlu                                        | Regizor                 | Scris de                      | Premiera (SUA)    | Cod |  |
| -- | -------------------------------------------- | ----------------------- | ----------------------------- | ----------------- | --- |  |
|    |                                              |                         |                               |                   |     |  |
| 27 | „Ben 10.000”                                 | Sebastian O. Montes III | Greg Weisman                  | 25 noiembrie 2006 | 301 |  |
| 28 | „Agitație la miezul nopții”                  | Scooter Tidwell         | Marty Isenberg                | 2 decembrie 2006  | 302 |  |
| 29 | „Schimbarea la față”                         | Scooter Tidwell         | Thomas Pugsley, Greg Klein    | 9 decembrie 2006  | 303 |  |
| 30 | „Crăciun fericit”                            | Sebastian O. Montes III | Duncan Rouleau                | 7 ianuarie 2007   | 304 |  |
| 31 | „Benorcolac”                                 | Alex Soto               | James Phillips                | 17 februarie 2007 | 305 |  |
| 32 | „Joc terminat”                               | Scooter Tidwell         | Marty Isenberg                | 24 februarie 2007 | 306 |  |
| 33 | „Aventurile super-prietenilor extratereștri” | Scooter Tidwell         | Marty Isenberg                | 3 martie 2007     | 307 |  |
| 34 | „Sub acoperire”                              | Sebastian O. Montes III | Greg Weisman                  | 10 martie 2007    | 308 |  |
| 35 | „Ciudații”                                   | Scooter Tidwell         | Marty Isenberg                | 17 martie 2007    | 309 |  |
| 36 | „Vreme monstruoasă”                          | Sebastian O. Montes III | Thomas Pugsley & Greg Klein   | 24 martie 2007    | 310 |  |
| 37 | „Întoarcerea”                                | Scooter Tidwell         | Thomas Pugsley & Greg Klein   | 7 aprilie 2007    | 311 |  |
| 38 | „Teamă de întuneric”                         | Sebastian O. Montes III | Marty Isenberg                | 14 aprilie 2007   | 312 |  |
| 39 | „Vizitatorul”                                | Alex Soto               | Thomas Pugsley and Greg Klein | 21 aprilie 2007   | 313 |  |

### Sezonul 4 (2007-2008)
| EP#   | Titlu                                  | Regizor                 | Scris de                    | Premiera (SUA)     | Cod     |  |
| ----- | -------------------------------------- | ----------------------- | --------------------------- | ------------------ | ------- |  |
|       |                                        |                         |                             |                    |         |  |
| 40    | „O zi perfectă”                        | Scooter Tidwell         | Michael Jelenic             | 14 iulie 2007      | 401     |  |
| 41    | „Rămânem dezbinați”                    | Scooter Tidwell         | Marty Isenberg              | 19 iulie 2007      | 402     |  |
| 42    | „Nu beți apă”                          | Scooter Tidwell         | Marty Isenberg & Greg Klein | 26 iulie 2007      | 403     |  |
| 43    | „Nunta de extratereștri mare și grasă” | Sebastian O. Montes III | Eugene Son                  | 2 august 2007      | 404     |  |
| 44    | „Camioneta”                            | Scooter Tidwell         | Amy Wolfram                 | 22 septembrie 2007 | 405     |  |
| 45    | „Gata de luptă”                        | Scooter Tidwell         | Eugene Son                  | 29 septembrie 2007 | 406     |  |
| 46    | „Ken 10”                               | Sebastian O. Montes III | Greg Weisman                | 6 octombrie 2007   | 407     |  |
| 47-48 | „Ben 10 față în față cu Negativ 10”    | Sebastian O.Montes III  | Thomas Pugsley & Greg Klein | 9 martie 2008      | 408-409 |  |
| 49    | „La revedere, călătorie sprâncenată”   | Scooter Tidwell         | Thomas Pugsley & Greg Klein | 15 aprilie 2008    | 410     |  |

### Filme scurte
|   |                              |                   |   |  |  |  |
| 1 | „Răpit”                      | 14 iulie 2007     | - |  |  |  |
| 2 | „Pauza de masă”              | 18 februarie 2008 | - |  |  |  |
| 3 | „Abilități de supraviețuire” | 10 martie 2008    | - |  |  |  |
| 4 | „Radio Daze”                 | 23 martie 2008    | - |  |  |  |
| 5 | „Insomnii”                   | 7 aprilie 2008    | - |  |  |  |
| 6 | „Urmărit de câine”           | 21 aprilie 2008   | - |  |  |  |
| 7 | „Să înceapă jocul”           | 1 iulie 2008      | - |  |  |  |
| 8 | „A se mânui cu grijă”        | 8 iulie 2008      | - |  |  |  |

## Filme
|                                  |                   |  |  |  |  |  |
| „Ben 10: Secret of the Omnitrix” | 10 august 2007    |  |  |  |  |  |
| „Ben 10: Race Against Time”      | 21 noiembrie 2007 |  |  |  |  |  |